# Schipfl
Schipfl ist ein Ortsteil der Gemeinde Bergen im oberbayerischen Landkreis Traunstein. Die Einzelsiedlung (in Bayern auch „Einöde“ genannt) liegt circa drei Kilometer südwestlich von Bergen.

## Bevölkerungsentwicklung
| Jahr      | 1871 | 1925 | 1950 | 1970 | 1987 |
| Einwohner | 10   | 4    | 4    | 2    | 1    |

## Baudenkmäler
Siehe auch: Liste der Baudenkmäler in Schipfl
- Kleinbauernhaus, erbaut 1851